# 监利一中
监利一中全称为湖北省监利市第一中学，始建于1914年，其现校区位于湖北省监利市华容路。1950年代中葉起就成為湖北省省级示范性高中。1999年8月，监利一中搬遷至新地址。